# (800) Kressmannia
(800) Kressmannia – planetoida z pasa głównego asteroid.

## Odkrycie i nazwa
Została odkryta 20 marca 1915 roku w Landessternwarte Heidelberg-Königstuhl w Heidelbergu przez Maxa Wolfa. Nazwa pochodzi od A. Kressmanna, fundatora teleskopu soczewkowego dla obserwatorium, w którym została odkryta. Przed nadaniem nazwy planetoida nosiła oznaczenie tymczasowe (800) 1915 WP.

## Orbita
(800) Kressmannia okrąża Słońce w ciągu 3 lat i 91 dni w średniej odległości 2,19 au. Planetoida należy do rodziny planetoidy Flora nazywanej też czasem rodziną Ariadne.